# 伊莎貝爾鎮區 (北達科他州本森縣)
伊莎貝爾鎮區（英語：Isabel Township）是位於美國北達科他州本森縣的一個鎮區。

## 地方資料
伊莎貝爾鎮區的面積為93.49平方千米，當中陸地面積為91.96平方千米，而水域面積為1.53平方千米。根據2010年美國人口普查的數據，當地共有人口46人，而人口密度為每平方千米0.49人。